# Northampton (Massachusetts)
Northampton is een plaats (city) in de Amerikaanse staat Massachusetts, en valt bestuurlijk gezien onder Hampshire County.

## Geografie
Volgens het United States Census Bureau beslaat de plaats een oppervlakte van
92,2 km², waarvan 89,2 km² land en 3,0 km² water.

### Plaatsen in de nabije omgeving
De onderstaande figuur toont nabijgelegen plaatsen in een straal van 16 km rond Northampton.

## Demografie
Bij de volkstelling in 2000 werd het aantal inwoners vastgesteld op 28.978.
In 2006 is het aantal inwoners door het United States Census Bureau geschat op 28.592, een daling van 386 (-1.3%).

## Onderwijs
In Southampton is sinds 1871 het Smith College gevestigd, het grootste en een van de oudste en meest prestigieuze liberal arts colleges voor vrouwen in de Verenigde Staten. De botanische tuin en het arboretum zijn in de jaren 1890 ontworpen door Frederick Law Olmsted.

## Geboren
- Josiah Whitney (1819-1896), geoloog
- Chauncey Wright (1830-1875), filosoof en wiskundige
- Charles Sanford Skilton (1868-1941), componist, muziekpedagoog, dirigent en organist
- Bill Yorzyk (1933-2020), zwemmer
- Audrey McElmury (1943-2013), wielrenster
- Lydia Davis (1947), schrijfster
- Ethan Tufts (1976), songwriter, componist, multi-instrumentalist en vlogger